# Alberto Pedra Mendes
 Alberto Pedra Mendes (Pirassununga, 6 de junho de 1981) é um voleibolista indoor brasileiro, atuante na posição de Central,que serviu nas categorias de base da Seleção Brasileira, obtendo a medalha de ouro no Campeonato Sul-Americano Infanto-juvenil de 1998 no Equador, além de representar o país no mesmo ano na conquista do ouro dos Jogos Mundiais da Juventude sediado na Rússia, também disputou a edição do Campeonato Mundial da categoria em 1999. Na categoria juvenil conquistou o título do Campeonato Mundial em 2001 na Polônia. Integrou a Seleção Brasileira de Novos no ano de 2006.

## Carreira
Alberto desde as categorias de base servia a Seleção Brasileira, em 1998 foi convocado para representá-la na conquista do ouro do Campeonato Sul-Americano Infanto-Juvenil, este sediado em Quito-Equador e no mesmo ano obteve a medalha de ouro nos Jogos Mundiais da Juventude, cuja sede foi Moscou-Rússia.
Novamente na categoria infanto-juvenil representou o país no Campeonato Mundial de 1999, sediado em Riyad-Arábia Saudita, mas não obteve medalha, encerrando na sétima colocação.
Nas temporadas 1999-00, 2000-01, 2001-02 estava vinculado ao Telemig Celular/Minas quando conquistou o tricampeonato da Superliga Brasileira A de forma consecutiva, registrando nas duas últimas temporadas 12 e 39 pontos, respectivamente.
Em 2001, foi convocado para Seleção Brasileira para disputar o Campeonato Mundial Juvenil de Wroclaw-Polônia, conquistando a medalha de ouro, ocasião a qual vestia a camisa de número 14, encerrando na vigésima quinta posição entre os maiores pontuadores, décimo sexto colocado entre os maiores bloqueadores e a mesma posição entre os melhores sacadores, além de ainda aparecer nas estatísticas como trigésimo segundo no levantamento.
Foi atleta também do Palmeiras/Guarulhos, quando o representou na temporada 2002-03, conquistando o vice-campeonato paulista de 2002, registrando 160 pontos na Superliga Brasileira A de 2002-03, quando nesta competição encerrou na sétima posição.Transferiu-se para o Wizard/Suzano na jornada seguinte, sagrando-se vice-campeão paulista em 2003, registrando 125 pontos na edição da Superliga Brasileira A de 2003-04, quando foi semifinalista e encerrou na quarta posição final.
Na primeira temporada pelo Banespa/ Mastercard, foi em 2004 campeão dos Jogos Regionais e campeão paulista, registrou 284 pontos na Superliga Brasileira A 2004-05 e conquistando nesta edição seu tetracampeonato nacional. Na temporada seguinte renovou com mesmo clube, este utilizou a alcunha de Banespa/São Bernardo, conquistando o ouro nos Jogos Abertos de Santo André, sendo bronze no Campeonato Paulista de 2005 e disputou a Superliga Brasileira A 2005-06 encerrando na quarta posição.
Em 2006 foi convocado pelo técnico Bernardinho para integrar a Seleção Brasileira de Novos para uma série de amistosos. Na jornada esportiva 2006-07 retornou ao Telemig Celular/Minas, clube que o projetara profissionalmente, no qual conquistou o ouro no Campeonato Mineiro em 2006 e conquistou seu pentacampeonato na correspondente Superliga Brasileira A.
Na temporada 2007-08 renovou com o Telemig/Celular e conquistou o bicampeonato mineiro de forma consecutiva em 2007 e chegou a mais uma final da Superliga Brasileira A, encerrando com o vice-campeonato. Na jornada seguinte atuou pela Ulbra/ Suzano/ Massageol, sagrando-se campeão paulista em 2008, sendo no mesmo ano: campeão dos Jogos Abertos de São Paulo, dos Jogos Regionais de São Paulo e obteve também o título do Campeonato Gaúcho referente a 2008, mas as finais ocorreram no ano de 2009 por problemas no calendário, contribuindo para seu clube obter o décimo primeiro título  e por este clube disputou a edição da Superliga Brasileira A 2008-09, e a sétima posição da Superliga Brasileira A de 2008-09.
Nas competições de 2009-10 defendeu a Ulbra/São Caetano e o representou na Superliga Brasileira A correspondente quando encerrou por este clube na nona posição.
No período de 2010-11 atuou pela equipe do BMG/Montes Clarosalcançando o bronze no Campeonato Mineiro de 2010 e disputou por este na edição da Superliga Brasileira A de 2010-11 encerrando na quarta posição na fase classificatória e finalizando após as quartas de final em quinto lugar.
Renovou para temporada de 2011-12 com o BMG/Montes Claros, representando-o também na referente Superliga Brasileira A e encerrando na décima posição. Nas competições do período 2012-13 atuou pelo Volta Redonda e foi vice-campeão carioca em 2012 e na temporada 2012-13 permaneceu na equipe de Volta Redonda e na edição da Superliga termina na sétima colocação.
Na temporada 2013-14 foi contratado pelo time Alfa Monte Cristo de Goiânia por falta de patrocinador não mantiveram as atividades nesta cidade, transferindo-se para Montes Claros-MG e disputou a Superliga Brasileira A referente a tal jornada supramencionada, com a alcunha Montes Claros Vôlei encerrando na décima segunda posição.
Em 2013 com a parceria entre a Prefeitura Municipal de Pirapora, representou o Sertão Minas/Pirapora. Alberto foi anunciado como novo reforço da equipe Funvic/Taubaté para representá-la nas competições do período esportivo 2014-15.

## Títulos e Resultados
- 2013-14- 12º Lugar da Superliga Brasileira A[35]
- 2012-13- 7º Lugar da Superliga Brasileira A[32]
- 2012-Vice-campeão do Campeonato Carioca[31]
- 2011-12- 10º Lugar da Superliga Brasileira A[29]
- 2010-11- 5º Lugar da Superliga Brasileira A[27]
- 2010-3º lugar do Campeonato Mineiro[25]
- 2009-10- 9º lugar da Superliga Brasileira A[24]
- 2008-09- 7º lugar da Superliga Brasileira A[21]
- 2008-Campeão do Jogos Abertos do Interior de Piracicaba[19]
- 2008-Campeão do Jogos Regionais de São Pulo [19]
- 2008-Campeão do Campeonato Gaúcho[19]
- 2008-Campeão do Campeonato Paulista [18]
- 2007-08- Vice-campeão da Superliga Brasileira A[4]
- 2007-Campeão do Campeonato Mineiro[17]
- 2006-07- Campeão da Superliga Brasileira A[4]
- 2006-Campeão do Campeonato Mineiro[16]
- 2005-06- 4º lugar da Superliga Brasileira A[4]
- 2005-3º lugar do Campeonato Paulista[13]
- 2005-Campeão dos Jogos Abertos do Interior de Santo André[12]
- 2004-05- Campeão da Superliga Brasileira A[1][3][4]
- 2004-Campeão do Campeonato Paulista [1][3]
- 2004-Campeão dos Jogos Regionais de São Paulo [1][3]
- 2003-04- 4º lugar da Superliga Brasileira A[4]
- 2003-Vice-campeão do Campeonato Paulista[11]
- 2002-03- 7º lugar da Superliga Brasileira A[4]
- 2002-Vice-campeão do Campeonato Paulista[10]
- 2001-02- Campeão da Superliga Brasileira A[4]
- 2000-01- Campeão da Superliga Brasileira A[1]
- 1999-00- Campeão da Superliga Brasileira A[1]
- 1999- 7º Lugar do Campeonato Mundial de Voleibol Masculino Sub-19 (Riyad, Arábia Saudita)[2]

## Premiações Individuais
[carece de fontes?]

## Ligações Externas
- Perfil Alberto –Hansports (pt)